# Ilhas Rennell

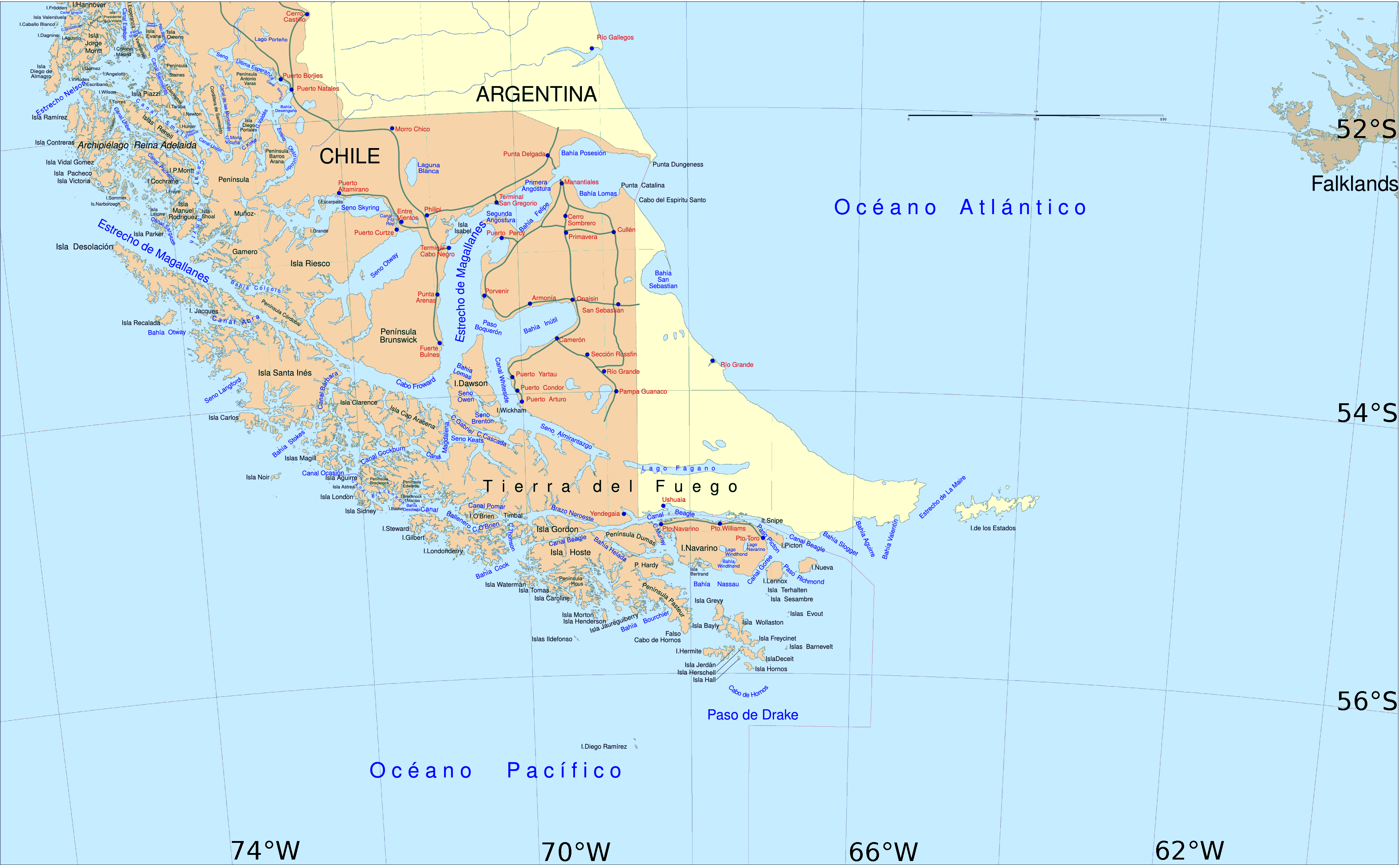
Ilhas Rennell

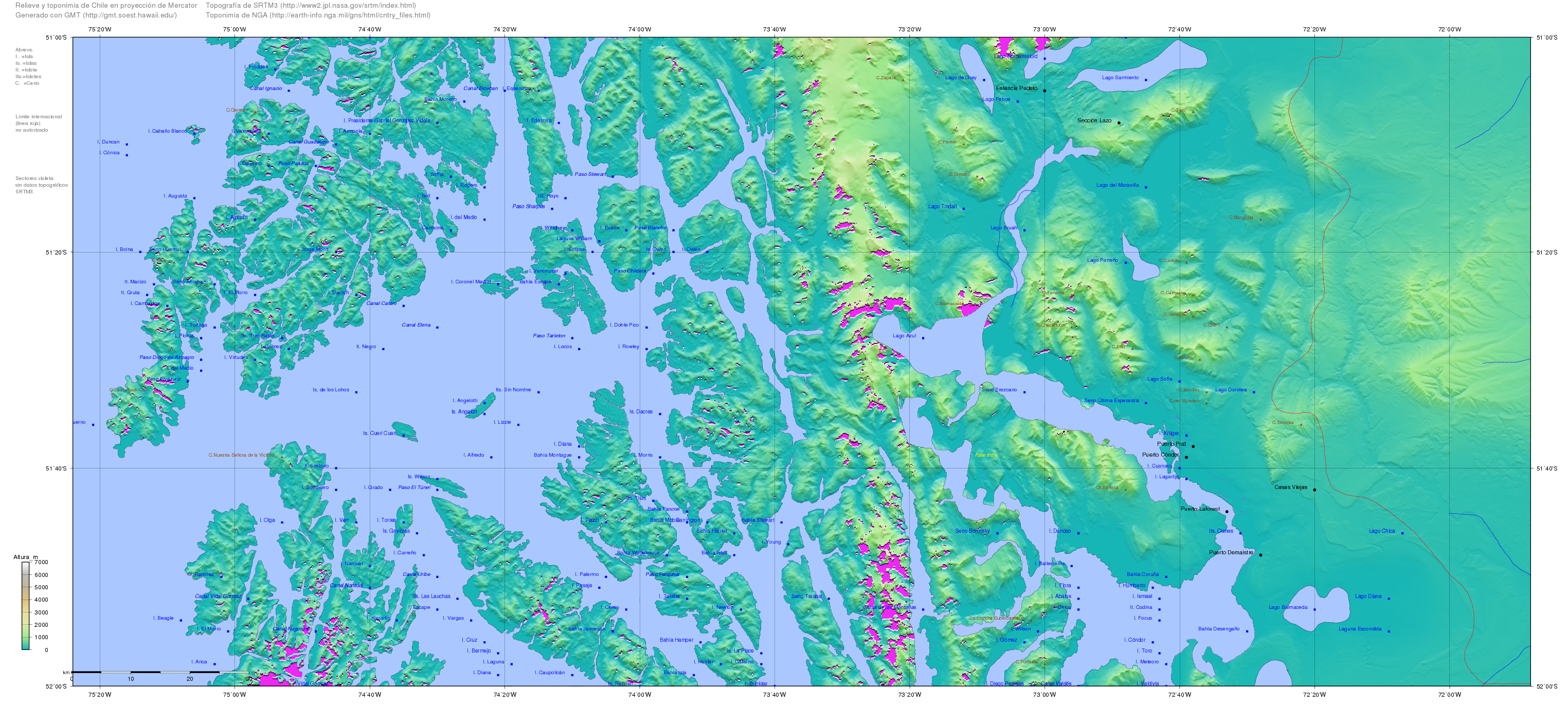
Ilha Rennell Norte, 74°0'W, 52°0'S. Veja também [http://commons.wikimedia.org/wiki/Atlas_of_Chile/Clickable_map Clickable Map of Chile

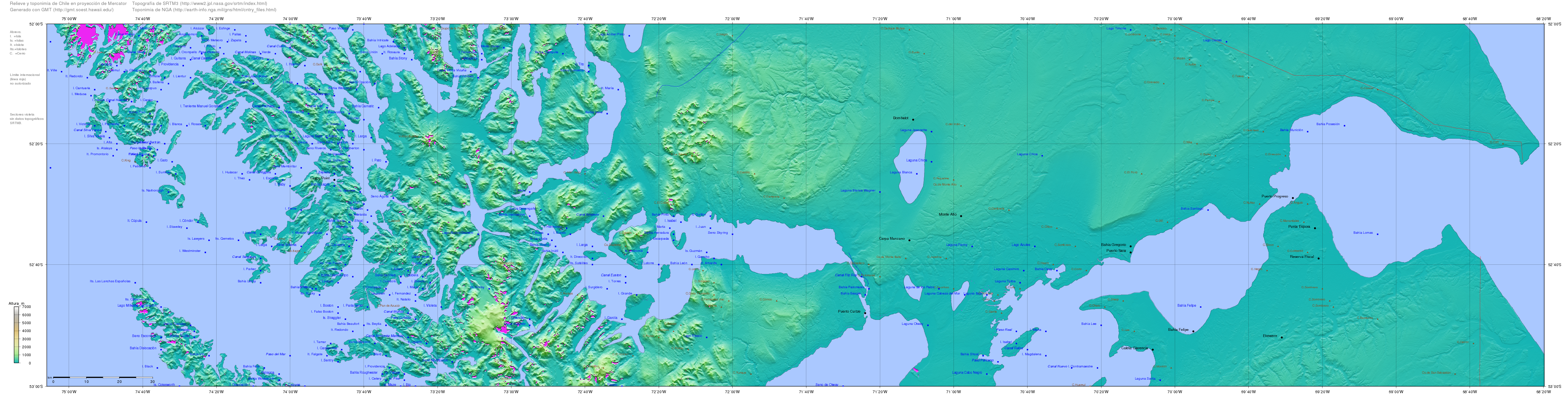
Ilha Rennell Sul, 74°0'W, 52°0'S.[http://commons.wikimedia.org/wiki/Atlas_of_Chile/Clickable_map Clickable Map of Chile

As Ilhas Rennell (em castelhano:  Islas Rennell) são duas ilhas do Arquipélago Rainha Adelaide na região de Magalhães e Antártica Chilena, no Chile. A ilha maior é a Ilha Rennell Sul, a menor, Ilha Rennell Norte.